# Julius Stockhausen
Julius Christian Stockhausen (ur. 22 lipca 1826 w Paryżu, zm. 22 września 1906 we Frankfurcie nad Menem) – niemiecki śpiewak (baryton), a także pedagog.

## Życiorys
Pochodził z alzackiej rodziny muzyków, jego ojciec Franz Anton Adam Stockhausen (1789–1868) był harfistą i kompozytorem, matka Margarette z d. Schmuck (1803–1877) śpiewaczką. Uczył się w Paryżu u Charles’a Hallégo i Manuela Garcíi. Na scenie zadebiutował w 1848 roku w Bazylei w oratorium Eliasz Felixa Mendelssohna. W 1849 roku wystąpił w Londynie przed królową Wiktorią. Odbył liczne podróże koncertowe, wykonując zarówno partie oratoryjne, jak i pieśni romantyczne. W latach 1856–1859 śpiewał w paryskiej Opéra-Comique. Występował razem z Juliusem Röntgenem, Clarą Schumann, Josephem Joachimem i Johannesem Brahmsem. Wziął udział w prawykonaniu Niemieckiego Requiem Brahmsa (1868). Od 1863 do 1867 roku pełnił funkcję dyrygenta Philharmonische Konzertgesellschaft i Singakademie w Hamburgu. W latach 1869–1870 był nadwornym śpiewakiem króla Wirtembergii Karola. W latach 1874–1878 pełnił funkcję dyrektora Sternscher Gesang-Verein w Berlinie. W 1878 roku osiadł we Frankfurcie nad Menem, gdzie uczył w miejscowym konserwatorium (1878–1880 i 1883–1884) i prowadził własną szkołę śpiewu (od 1880).
Zasłynął przede wszystkim jako wykonawca pieśni Schuberta, Schumanna i Brahmsa. Opublikował pracę Gesang-methode (2 tomy, Lipsk 1886–1887).